# América FC (Santa Catarina)
América FC is een voetbalclub uit de Braziliaanse stad Joinville in de deelstaat Santa Catarina, de club wordt ook wel aangeduid als América-SC om zich te onderscheiden van de andere América's.

## Geschiedenis
De club werd opgericht op 14 juni 1914. In 1929 nam de club voor het eerst deel aan het Campeonato Catarinense, de staatscompetitie, die dat jaar gewonnen werd door stadsrivaal Caxias. De competitie was in deze tijd meer een regionale eindronde na de lokale competities. Na enkel nog deelname in 1933 duurde het tot de jaren veertig voor de club meer op het voorplan trad en zo ook enkele keren de staatstitel kon veroveren.
Vanaf 1967 werd er een competitiemodel ingevoerd zoals in andere staten met promotie en degradatie en was het geen eindronde meer. Nadat de club in 1970 op een zucht van de titel eindigde kon ze deze een jaar later wel veroveren en dat met vijf punten voorsprong op Caxias. De club mocht door deze titel deelnemen aan de Série B van dat jaar en werd hier in de groepsfase tweede achter AA Ponte Preta en was zo uitgeschakeld. Na nog een derde plaats in 1972 eindigde de club verder in de middenmoot.
Op 29 januari 1976 fuseerde de club met rivaal Caxias en werd zo Joinville EC. In de jaren tachtig keerde de club terug als amateurclub en won nog acht keer de lokale competitie van Joinville, de laatste keer in 2014.

## Erelijst
Campeonato Catarinense
1947, 1948, 1951, 1952, 1971